# Чапргинці
Чапргинці (хорв. Čaprginci) — населений пункт у Хорватії, в Бродсько-Посавській жупанії у складі громади Окучани.

## Населення
Населення за даними перепису 2011 року становило 3 осіб.
Динаміка чисельності населення поселення:

## Клімат
Середня річна температура становить 10,86 °C, середня максимальна – 24,68 °C, а середня мінімальна – -5,09 °C. Середня річна кількість опадів – 943 мм.
| Клімат поселення                              | Клімат поселення | Клімат поселення | Клімат поселення | Клімат поселення | Клімат поселення | Клімат поселення | Клімат поселення | Клімат поселення | Клімат поселення | Клімат поселення | Клімат поселення | Клімат поселення | Клімат поселення |
| Показник                                      | Січ.             | Лют.             | Бер.             | Квіт.            | Трав.            | Черв.            | Лип.             | Серп.            | Вер.             | Жовт.            | Лист.            | Груд.            |                  |
| Середній максимум, °C                         | 7,27             | 8,50             | 12,66            | 16,86            | 21,54            | 24,68            | 23,69            | 23,26            | 19,61            | 14,69            | 9,35             | 5,22             |                  |
| Середня температура, °C                       | 1,10             | 2,32             | 6,47             | 10,67            | 15,36            | 18,49            | 20,37            | 19,92            | 16,30            | 11,36            | 6,02             | 1,89             |                  |
| Середній мінімум, °C                          | −5,09            | −3,86            | 0,29             | 4,48             | 9,18             | 12,31            | 17,05            | 16,62            | 12,96            | 8,05             | 2,71             | −1,42            |                  |
| Норма опадів, мм                              | 59               | 54               | 65               | 81               | 86               | 103              | 87               | 89               | 77               | 82               | 88               | 72               |                  |
| Середньомісячна швидкість вітру, м/с          | 1.83             | 2.06             | 2.39             | 2.30             | 2.11             | 1.91             | 1.88             | 1.74             | 1.76             | 1.82             | 1.86             | 1.89             |                  |
| Середньомісячна сонячна радіація, кДж/м²·день | 4423             | 7206             | 10969            | 15243            | 19466            | 21641            | 22579            | 20035            | 14857            | 9289             | 4947             | 3704             |                  |
| --------------------------------------------- | ---------------- | ---------------- | ---------------- | ---------------- | ---------------- | ---------------- | ---------------- | ---------------- | ---------------- | ---------------- | ---------------- | ---------------- | ---------------- |
| Джерело:                                      |                  |                  |                  |                  |                  |                  |                  |                  |                  |                  |                  |                  |                  |